# مازيراتي أم سي 20 (سيارة)
مازيراتي أم سي 20 (كورس 2020)  هي سيارة رياضية قادمة بمقعدين ومحرك وسطي ستنتجها شركة مازيراتي الإيطالية، وكان من المقرر إطلاقها لأول مرة في مايو 2020.  أعلنت مازيراتي عن طرح نسخة سباق أخرى.  سيتم إنتاج السيارة الرياضية الجديدة في مصنع مازيراتي مودينا الذي يخضع للتحديث اللازم.  تمت إعادة جدولة الظهور الأول إلى جانب إعادة تصميم العلامة التجارية في سبتمبر 2020 في مودينا. 

## النماذج الأولية
في نوفمبر 2019، تم نشر سلسلة من اللقطات التجسسية تظهر نموذج اختبار يعتمد على تصميم ألفا روميو 4 سي للسيارة الجديدة القادمة. ظهرت السيارة بجزء خلفي أكبر بكثير ومسار أوسع.  في مارس 2020، أكملت مازيراتي نموذجها الأولي، وأصبح جاهز لاختبار الطرق والحلبات. 

## المحرك
في 1 يوليو 2020 ، أعلنت مازيراتي عن محرك سداسي الأسطوانات للسيارة. تم وصف المحرك على أنه محرك V6 بزاوية 90 درجة، 3.0 لتر مع حوض جاف، وشرارة مزدوجة. كما أن لديه شاحن توربيني مزدوج وحاقن وقود. المحرك وزنه 220 كجم (485 رطل) ويمكن أن ينتج قوي قصوى تبلغ 463 كيلوواط عند 7500 دورة في الدقيقة، هذا يضمن أكبر عزم دوران يبلغ 730 نيوتن متر عند 3000 إلى 5500 دورة في الدقيقة. 